# Agoulmim Iker
Agoulmim Iker är en sjö i Algeriet. Den ligger i provinsen Tizi Ouzou, i den norra delen av landet, 140 km öster om huvudstaden Alger. Agoulmim Iker ligger 1 041 meter över havet.  Trakten runt Agoulmim Iker består till största delen av jordbruksmark.